# Глинка (дворянский род)
Гли́нка (Глинки, Глинка-Маврины) — русский древний дворянский род польского происхождения. Род был внесён в VI часть родословной книги смоленского дворянства. Есть ещё два древних рода Глинки, оставшихся в католичестве и записанных в VI часть родословной книги Могилёвской губернии:
1. Потомство Ивана Варфоломеевича Глинки.
2. Киевский род, от подчашего львовского Адама и его сына Владислава, вёрстанного поместьем (1684).

## Происхождение и история рода
Глинка — польская фамилия. Коронным Петроковским трибуналом, по делу о происхождении рода, род Глинка, герба Тшаска, (или Бяла) признан в древнем дворянстве (1631). Фамилия принята по поместью, находившемуся во владении рода Глинка уже во второй половине XIV века. Владельцы этого поместья писались Глинка из Глинок (Glinka z Glinek), и Матвей Глинка в XV столетии был островским бурграфом.
Польский король Владислав IV пожаловал вотчиннику Викторику-Владиславу Глинка, который принадлежал к дворянскому роду Визской земли, имение в Смоленском воеводстве (1641),
Когда Смоленск перешёл к России, Викторин Владислав Глинка принял православие, наречён Яковом Яковлевичем, и от царя Алексея Михайловича жалован поместьями († 1655) и является родоначальником русского рода Глинка. Трое его сыновей: Пётр, Степан и Андрей были стольниками.

## Глинка-Маврины
Борис Григорьевич Глинка (1809—1895), генерал от инфантерии, командующий войсками Казанского военного округа, кавалер ордена Святого Андрея Первозванного (1887), женат на Александре Семёновне Мавриной, высочайше утверждённым мнением Государственного совета (17 мая 1865), ему дозволено носить фамилию Глинка-Маврина, с тем, что фамилия эту дозволяется носить только старшему в роде.

## Известные представители
- Глинка Пётр — стольник (1686—1692)[4].
- Глинка, Авдотья Павловна (1795—1863) — русская поэтесса, прозаик, переводчица, жена Ф. Н. Глинки.
- Глинка, Александр Сергеевич (псевдоним Волжский, 1878—1940) — русский литературный критик, историк литературы.
- Глинка, Василий Матвеевич (1836—1902) — подольский губернатор, член Совета министра внутренних дел.
- Глинка, Владимир Андреевич (1790—1862) — генерал от артиллерии, главный начальник горных заводов хребта Уральского.
- Глинка, Владимир Сергеевич (1831—1889) — генерал-майор, бобруйский комендант.
- Глинка, Владислав Михайлович (1903—1983) — историк и хранитель одного из отделов Государственного Эрмитажа.
- Глинка, Григорий Андреевич (1776—1818) — русский переводчик, филолог, драматург.
- Глинка, Дмитрий Григорьевич (1808—1883) — русский дипломат и писатель.
- Глинка, Дмитрий Фёдорович (1749—1808) — российский государственный деятель, губернатор Новгородской губернии.
- Глинка, Константин Дмитриевич (1867—1927) — академик, минералог и почвовед.
- Глинка, Лука Николаевич (1768—1826) — гренадер, секунд-майор, присутствовал при заключении мира с Портой.
- Глинка, Михаил Иванович (1804—1857) — русский композитор.
- Глинка, Михаил Сергеевич — писатель, племянник Владислава Михайловича.
- Глинка, Николай Алексеевич (1735—1805) — полковник, заседатель верхнего земского суда, крестный отец М. И. Глинки.
- Глинка, Николай Леонидович (1882—1965) — известный химик, автор учебника «Общая химия» (1951 г.), который к 1960 г. переиздавался 10 раз.
- Глинка, Сергей Николаевич (1775 или 1776—1847) — русский писатель, журналист, старший брат Ф. Н. Глинки.
- Глинка, Сергей Фёдорович (1855—1933) — русский минералог.
- Глинка, Фёдор Николаевич (1786—1880) — русский поэт, публицист, декабрист.
- Глинка, Юстина Дмитриевна (1836—1918) — фрейлина, крупная помещица. По некоторым данным была замешана в создании или распространении фиктивного антисемитского документа «Протоколы сионских мудрецов».